# Système de retraite en Norvège
 (mai 2025).
La mise en forme du texte ne suit pas les recommandations de Wikipédia : il faut le « wikifier ».
Les points d'amélioration suivants sont les cas les plus fréquents. Le détail des points à revoir est peut-être précisé sur la page de discussion.
- Les titres sont pré-formatés par le logiciel. Ils ne sont ni en capitales, ni en gras.
- Le texte ne doit pas être écrit en capitales (les noms de famille non plus), ni en gras, ni en italique, ni en « petit »…
- Le gras n'est utilisé que pour surligner le titre de l'article dans l'introduction, une seule fois.
- L'italique est rarement utilisé : mots en langue étrangère, titres d'œuvres, noms de bateaux, etc.
- Les citations ne sont pas en italique mais en corps de texte normal. Elles sont entourées par des guillemets français : « et ».
- Les listes à puces sont à éviter, des paragraphes rédigés étant largement préférés. Les tableaux sont à réserver à la présentation de données structurées (résultats, etc.).
- Les appels de note de bas de page (petits chiffres en exposant, introduits par l'outil «  Source ») sont à placer entre la fin de phrase et le point final[comme ça].
- Les liens internes (vers d'autres articles de Wikipédia) sont à choisir avec parcimonie. Créez des liens vers des articles approfondissant le sujet. Les termes génériques sans rapport avec le sujet sont à éviter, ainsi que les répétitions de liens vers un même terme.
- Les liens externes sont à placer uniquement dans une section « Liens externes », à la fin de l'article. Ces liens sont à choisir avec parcimonie suivant les règles définies. Si un lien sert de source à l'article, son insertion dans le texte est à faire par les notes de bas de page.
- La présentation des références doit suivre les conventions bibliographiques. Il est recommandé d'utiliser les modèles {{Ouvrage}}, {{Chapitre}}, {{Article}}, {{Lien web}} et/ou {{Bibliographie}}. Le mode d'édition visuel peut mettre en forme automatiquement les références.
- Insérer une infobox (cadre d'informations à droite) n'est pas obligatoire pour parachever la mise en page.

Pour une aide détaillée, merci de consulter Aide:Wikification.
Si vous pensez que ces points ont été résolus, vous pouvez retirer ce bandeau et améliorer la mise en forme d'un autre article.
Le système de retraite en Norvège, à l’instar de la plupart des systèmes de retraite, s’articule autour de trois niveaux : le régime public, les régimes professionnels et les dispositifs individuels.

## Description

### Régime public (Alderspensjon)
Tous les citoyens norvégiens ont droit à une pension d’État à partir de 67 ans, conformément à la loi norvégienne sur l’assurance nationale (Folketrygdloven). La pension d’État est versée en totalité aux citoyens ayant résidé en Norvège pendant au moins 40 ans après l’âge de 16 ans. Ceux qui ont vécu moins longtemps dans le pays reçoivent une pension réduite, ou, dans certains cas, la pension minimale d’État (Minstepensjon).
La pension d’État est calculée en fonction de ce que l’individu a gagné auparavant entre 16 et 67 ans. Le calcul est effectué par l'Administration norvégienne du travail et de la protection sociale (NAV).
Le financement des retraites de l'État repose sur un système de « répartition ». Cela signifie que la main-d’œuvre actuelle effectue les paiements pour les retraités actuels. La structure démographique de la Norvège suggère qu’à l’avenir, le nombre de personnes actives diminuera progressivement par rapport au nombre de retraités.
La pension d'État est divisée en trois parties différentes : le taux de base de la pension publique (que tout le monde reçoit), le supplément spécial et le supplément pour personnes à charge. L’ensemble constitue le régime de retraite de l’État.
- Taux de base de la pension publique (appelé « Grunnpensjon » ou « G ») - un taux de base utilisé comme base pour le calcul de la pension de l'État norvégien. Le taux de base de la pension publique est ajusté chaque année et approuvé chaque année par le Parlement norvégien sur la base des négociations menées dans le cadre du règlement annuel d'assurance. Au 1er mai 2014, le montant de base de la pension publique était de 88 730 NOK par an.
- Supplément spécial (appelé « Særtillegg ») - est accordé aux retraités qui ont gagné peu ou pas de pension supplémentaire dans le cadre du régime de retraite de l'assurance nationale. Si la personne a réussi à gagner une pension supplémentaire au moins aussi élevée que le supplément spécial, elle ne pourra pas obtenir le supplément spécial. Si le montant de la pension complémentaire est inférieur au supplément spécial, la différence entre les deux est versée dans le supplément spécial. Le montant du supplément spécial dépendra du fait que le retraité soit célibataire, qu'il ait un conjoint/partenaire qui perçoit également une pension ou qu'il soit le soutien de famille du ménage. Si la personne subvient aux besoins d’un conjoint âgé de plus de 60 ans, elle recevra le supplément spécial le plus élevé.
- Supplément pour personnes à charge (appelé « Forsørgingstillegg ») - est accordé aux retraités qui soutiennent un conjoint sans revenu et/ou des enfants de moins de 18 ans.

#### Pension minimale de l'État (Minstepensjon)
La pension minimale d’État est versée aux retraités qui n’ont pas droit au supplément spécial (Særtillegg) ou dont la pension professionnelle est inférieure à ce supplément spécial de la pension d’État.
Ce dispositif vise à prévenir la pauvreté chez les personnes âgées. Tous les citoyens norvégiens de plus de 67 ans y ont droit, y compris ceux qui n’ont jamais cotisé ou qui n’ont accumulé qu’une faible pension.
Le coût de la vie en Norvège étant très élevé et en constante augmentation, la pension minimale est ajustée chaque année pour suivre l’évolution des prix, afin de garantir une couverture des besoins de base.
Les retraités ayant passé la majeure partie de leur vie en Norvège et bénéficiant de la pension minimale peuvent l’utiliser même s’ils s’installent à l’étranger. Beaucoup choisissent ainsi de passer leur retraite dans des pays où cette pension assure un niveau de vie supérieur. À l’inverse, ceux qui n’ont pas vécu principalement en Norvège ne peuvent percevoir la pension minimale que s’ils résident dans le pays au moins neuf mois par an à partir de 67 ans.
Par exemple, en 2013, le facteur de base pour une personne seule, calculé est de 14 208 kr par mois (la moitié étant la pension de base - Grunnpensjon et le reste le supplément spécial - Særtillegg), ce qui représente environ 2 326 USD, 1 429 GBP ou 1 689 EUR par mois., A titre de comparaison, l'Espagne, souvent choisie par les retraités en raison de son climat, de sa proximité et de sa partie syndicale, a un salaire moyen de 1 615 € par mois et un salaire minimum de 752,9 €.,,,,,

### Régimes professionnelles (Tjenestepensjon)
Les régimes de retraite professionnels sont des dispositifs mis en place par les employeurs pour fournir des pensions et des avantages connexes à leurs employés.
Depuis 2006, tous les employeurs en Norvège sont tenus de fournir une pension professionnelle (voir la section sur les pensions professionnelles obligatoires ci-dessous) à leurs employés.

#### Régimes professionnelles obligatoires (Obligatorisk tjenestepensjon)
Les régimes de retraite professionnels obligatoires (appelés « Obligatorisk tjenestepensjon » ou OTP en norvégien) ont été initialement introduits en 2007 pour couvrir les salariés qui n'étaient pas déjà couverts par des régimes de retraite. De nombreux travailleurs norvégiens n’ont pas d’autre choix que le régime de retraite de l’État. Afin de changer cela, le régime de retraite OTP a été introduit. Il appartient à chaque entreprise de décider si elle préfère opter pour un système de cotisation ou un système basé sur la mise de côté d'une partie du salaire de l'employé pour qu'il puisse en bénéficier à la retraite. La prime et les frais de pension du régime de retraite OTP sont entièrement pris en charge par l'employeur. La cotisation minimale est de 2% du fonds salarial. Le salarié peut contribuer, mais cela est volontaire. Le régime de retraite doit être le même pour tous les employés de l'entreprise dont le revenu est supérieur à 1 G. Ce n’est pas légalement obligatoire pour les salariés dont le revenu est supérieur à 12G.

#### Pension contractuelle (Avtalefestet pensjon)
La pension contractuelle (appelée « Avtalefestet pensjon » ou « AFP ») est un régime de retraite anticipée accordé aux employés des entreprises qui participent au régime de retraite AFP par le biais d'une convention collective (overenskomst).
Le régime a été initialement introduit en 1988 lorsque la Confédération norvégienne des syndicats (LO) et la Confédération des entreprises norvégiennes (NHO) ont conclu un accord selon lequel les employés pourraient percevoir leur pension à partir de 66 ans. Selon le dispositif initial, les salariés participant à ce régime de retraite avaient droit à une retraite anticipée à l'âge de 66 ans s'ils le souhaitaient. Plus tard, la LO et la NHO ont négocié un âge de départ à la retraite plus bas. L'âge de départ à la retraite dans ce régime de retraite est actuellement de 62 ans. En Norvège, 80 % des personnes âgées de 62 ans ont droit à ce régime de retraite. Au départ, ce régime de retraite était uniquement destiné aux personnes travaillant dans les secteurs industriels difficiles, mais au fil du temps, d'autres groupes se sont impliqués, d'autres syndicats et organisations patronales ayant également adhéré à ce régime de retraite. L’État a progressivement rejoint ce dispositif.
Ce régime de pension est perçu en complément du régime de pension de l'État.

### Pensions individuelles ou personnelles
Il est également possible pour un particulier de verser des cotisations dans le cadre d’un accord qu’il conclut lui-même avec un prestataire (comme une compagnie d’assurance). Les cotisations sont généralement investies pendant la vie active d’un individu, puis utilisées pour acheter une pension au moment de la retraite ou après.

## Régimes de spéciaux

### Caisse de retraite des marins (Pensjonstrygden for sjømenn)
Le régime de retraite des marins (appelé « Pensjonstrygden for sjømenn » en norvégien) a été établi comme régime de retraite obligatoire par la loi du 3 décembre 1948, et son objectif principal était de fournir une pension aux marins retraités ou à leurs veuves. Aujourd'hui, il couvre principalement les pensions des marins retraités âgés de 60 à 67 ans. Il est financé par des cotisations prélevées auprès des marins et des compagnies maritimes et par des subventions accordées par l'État.
Ce régime de retraite couvre :
- Les marins qui sont citoyens norvégiens.
- Les marins ayant leur résidence permanente en Norvège.
- Depuis 1994, le régime de retraite couvre également les marins ressortissants d'autres pays de l'UE/EEE.

Dans ce contexte, les gens de mer incluent certains personnels des industries liées à l'offshore, certains personnels de sauvetage en mer et certains groupes de personnels sur les navires de croisière.

### Caisse de retraite de la fonction publique (Statens pensjonskasse)
Les employés du secteur public sont couverts par le Fonds de pension de la fonction publique norvégienne (appelé « Statens pensjonskasse » en norvégien).

## Évolution récente
Une réforme des retraites norvégiennes a été initialement annoncée en 2001 lorsque le gouvernement a nommé une commission spéciale sur les retraites. La commission dirigée par Sigbjørn Johnsen était composée à la fois de politiciens et d'experts indépendants. Le Parlement norvégien a adopté la nouvelle réglementation au printemps 2009. La réforme devrait être achevée et pleinement mise en œuvre en 2025. Les nouvelles réglementations de la nouvelle « loi sur la retraite flexible » (Ny fleksibel alderspensjon) sont mises en œuvre progressivement depuis 2010. La raison de l'introduction de nouvelles réglementations dans les régimes de retraite était de pouvoir maintenir un système de retraite durable qui serait capable de gérer une augmentation du nombre de retraités norvégiens/une espérance de vie plus élevée, tandis que dans le même temps, moins d'enfants naissent. La réforme des retraites vise donc à encourager davantage de personnes à rester plus longtemps sur le marché du travail après l’âge de la retraite.
Selon les prévisions des Nations Unies (ONU), la population norvégienne âgée de plus de 65 ans atteindra 25 % de la population du pays d'ici 2060, contre 16 % en 2015. Conformément à cette hypothèse et s’il n’y avait pas eu de réforme efficace du régime d’assurance nationale en Norvège, les dépenses publiques consacrées aux pensions de vieillesse auraient atteint 13 % du PIB d’ici 2060, soit plus du double de ce qui a été dépensé en 2013 (6 % du PIB).
La réforme des retraites en Norvège a bénéficié d'un large soutien public car son objectif d'améliorer la viabilité du système de retraite à long terme a donné lieu à de fortes incitations en matière d'offre de travail pour inciter les citoyens à travailler davantage et pendant une période plus longue tout en conservant intactes les caractéristiques essentielles de la nature redistributive de l'ancien système. La réforme doit être mise en œuvre progressivement, mais certaines mesures clés ont déjà été mises en pratique en 2011, notamment : l'ajustement des pensions en fonction de l'espérance de vie, la retraite flexible à partir de 62 ans selon des principes actuariels et de nouvelles règles d'indexation des pensions.
Le nouveau système intègre certaines des caractéristiques de l’ancien système, telles que :
- Composants basés sur une garantie minimale et des revenus antérieurs.
- Le niveau minimum garanti est maintenu au même niveau pour les retraités mariés et célibataires : 33 % du salaire moyen à temps plein pour les personnes célibataires et 31 % pour les retraités célibataires. Il faut ajouter que le minimum garanti n'est pas taxé.
- Les conditions de résidence de l'ancien régime s'appliquent toujours dans le système actuel : 3 ans pour une pension garantie et 40 ans pour une pension garantie complète.
- Les dépenses liées à la vieillesse continueront de reposer sur un système de répartition, basé sur une combinaison de recettes fiscales générales et de cotisations de sécurité sociale.

Tout en apportant de nouveaux attributs tels que :
- Un modèle de cotisations définies notionnelles (CDN) pour l’accumulation des droits à pension : les droits découlent désormais des revenus du travail ou de périodes ou circonstances particulières, de 13 à 75 ans. De cette façon, la réforme a supprimé la période maximale de 40 ans de revenus enregistrés pour avoir droit à une pension complète. Aujourd’hui, travailler plus de 40 ans peut apporter davantage d’avantages.
- Retraite flexible entre 62 et 75 ans selon les principes actuariels – avant la réforme, l’âge de départ à la retraite le plus précoce était de 67 ans, et maintenant il a été remplacé par un accès flexible à partir de 62 ans, lorsque les citoyens peuvent retirer partiellement un pourcentage (20 %, 40 %, 50 %, 60 % ou 80 %) de leur pension complète. De plus, la poursuite du travail après le début du retrait ouvre des droits à pension supplémentaires, incitant ainsi les gens à travailler plus longtemps.
- Modifications de l'ajustement des pensions en fonction de l'espérance de vie. Le calcul précédent des pensions liées aux revenus a été transformé, en particulier en ce qui concerne la conversion implicite du « patrimoine de retraite des droits accumulés » en une « rente sur la durée de vie restante prévue », ce qui se fait en évaluant les facteurs de conversion de rente entre 62 et 75 ans pour chaque groupe admissible partageant des caractéristiques similaires lorsqu'il atteint 61 ans - ces facteurs sont fixes et ne seront pas soumis à des ajustements ultérieurs, ce qui est sujet à certaines critiques de la part des experts.
- Nouvelles règles d'indexation des pensions. Durant la phase d'accumulation, les droits sont indexés sur la croissance des salaires ; à la retraite, la pension de retraite est indexée sur la croissance annuelle des salaires moins 0,75 point de pourcentage, ce qui signifie que la pension liée aux revenus est liée à une hausse moyenne des salaires et à une hausse des prix à la consommation (inflation).
- Le nouveau régime a atténué le test de revenu appliqué à la garantie minimale par rapport à la contrepartie liée aux revenus en réduisant le taux de retrait de 100 % à 80 % – ceci a été fait dans le but de renforcer la corrélation entre le revenu du travail et la pension de vieillesse, en fournissant des incitations au travail à différents secteurs de la société.

Alors que la plupart des pays qui réforment leurs systèmes de sécurité nationale s’appuient sur des mesures politiques telles que l’augmentation de l’âge d’accès à la retraite, la Norvège a mis en place un système dans lequel il y a une réduction de l’âge d’accès (de 67 à 62 ans) accompagnée d’une retraite flexible de 62 à 75 ans et d’ajustements de l’espérance de vie, réduisant les pensions à mesure que l’espérance de vie augmente – cela incite les gens à travailler plus longtemps pour réduire l’impact de l’augmentation de l’espérance de vie dans un système qui, à l’inverse, la relie aux prestations de retraite. Néanmoins, et même si la réforme a été largement saluée, certains points faibles ont été soulignés par les experts : le système réformé est complexe et ne dispose pas de mécanismes automatiques pour s’adapter aux pressions macroéconomiques ou démographiques futures, et il établit une évaluation uniforme des facteurs de conversion des rentes qui ne prend pas en compte les éventuels effets négatifs sur les groupes ayant une espérance de vie plus courte.